# Ignacio Zaragoza, San Juan Bautista Tuxtepec
Ignacio Zaragoza är en ort i Mexiko.   Den ligger i kommunen San Juan Bautista Tuxtepec och delstaten Oaxaca, i den sydöstra delen av landet, 400 km öster om huvudstaden Mexico City. Ignacio Zaragoza ligger 47 meter över havet och antalet invånare är 197.
Terrängen runt Ignacio Zaragoza är platt. Runt Ignacio Zaragoza är det ganska tätbefolkat, med 160 invånare per kvadratkilometer. Närmaste större samhälle är Tuxtepec, 6,7 km väster om Ignacio Zaragoza. Omgivningarna runt Ignacio Zaragoza är en mosaik av jordbruksmark och naturlig växtlighet.